# M/T Supetar
M/T Supetar je trajekt za lokalne linije, u sastavu flote hrvatskog brodara Jadrolinije. Kapaciteta je oko 600 osoba i 100 automobila. Izgrađen je 2004., za potrebe održavanja trajektne linije Split – Supetar. M/T Supetar je tu liniju i održavao sve do 2008. kada ga zamjenjuje M/T Bol. Supetar je tada premješten na liniju Prizna – Žigljen. Ipak, kada je početkom 2009. godine Bol počeo ploviti na liniji Brestova – Porozina, Supetar je na neko vrijeme bio vraćen svojoj prvoj liniji Split-Supetar, na kojoj je ostao ploviti do srpnja 2009. Tada dolazi novo M/T Biokovo, i Supetar tada se vraća na liniju Prizna – Žigljen. Danas plovi na liniji Orebić – Korčula.

## Vanjske poveznice
- WWW.Marinetraffic.com M/T Supetar
- WWW.Jadrolinija.hr M/T Supetar